# Frederick Richard Simms

Frederick R. Simms, ca. 1911

Frederick R. Simms, 1903

Frederick Richard Simms (* 12. August 1863 in Hamburg; † 21. April 1944 bei London) war ein britischer Industrieller und Automobilpionier.

## Leben
Frederick R. Simms war der zweite Sohn von Frederick Louis Simms und Antonia Simms, geb. Hermans. Er war der jüngere Bruder von Henry B. Simms, dem Kunstsammler und Inhaber eines erfolgreichen Hamburger Import-/Export-Unternehmens. Der englischstämmige Großvater war Kaufmann in Hamburg und hatte die Familie zu Wohlstand und Ansehen gebracht. Simms lebte in jungen Jahren teils in Hamburg, teils in London. Er machte eine Ausbildung beim Polytechnischen Verein und der AG für Automatischen Verkauf in Berlin.
Frederick Richard Simms war zweimal verheiratet. Seine erste Frau Lucie Sophie Wilhelmina Beate Greiff heiratete er am 29. April 1903 in der feinen St. Georgs Church in London. Sie war Österreicherin; über sie und ihre Familie ist nichts weiter bekannt. Die Ehe hielt nicht lange. Nach nur einem Jahr verklagte sie ihn auf die Rückerstattung der ehelichen Rechte. Sie wurden schließlich im Mai 1909 geschieden. Seine zweite Frau, Mabel Louise Worsley, heiratete er 1910. Sie war die Tochter eines Baumwollhändlers aus Lancashire. Das Paar hatte zwei Töchter. Pamela und Rosemary Mabel. Rosemary heiratete den Maler Dennis Ramsay.
Viele Jahre lebte die Familie in Storth Oaks in Chislehurst, Kent. Mabel Louise verstarb dort 1940. Frederick R. Simms folgte ihr 1944 im Alter von 81 Jahren. Seine Asche wurde auf dem Friedhof in Buckinghamshire neben seiner Frau beigesetzt.

## Simms und die Automobilindustrie

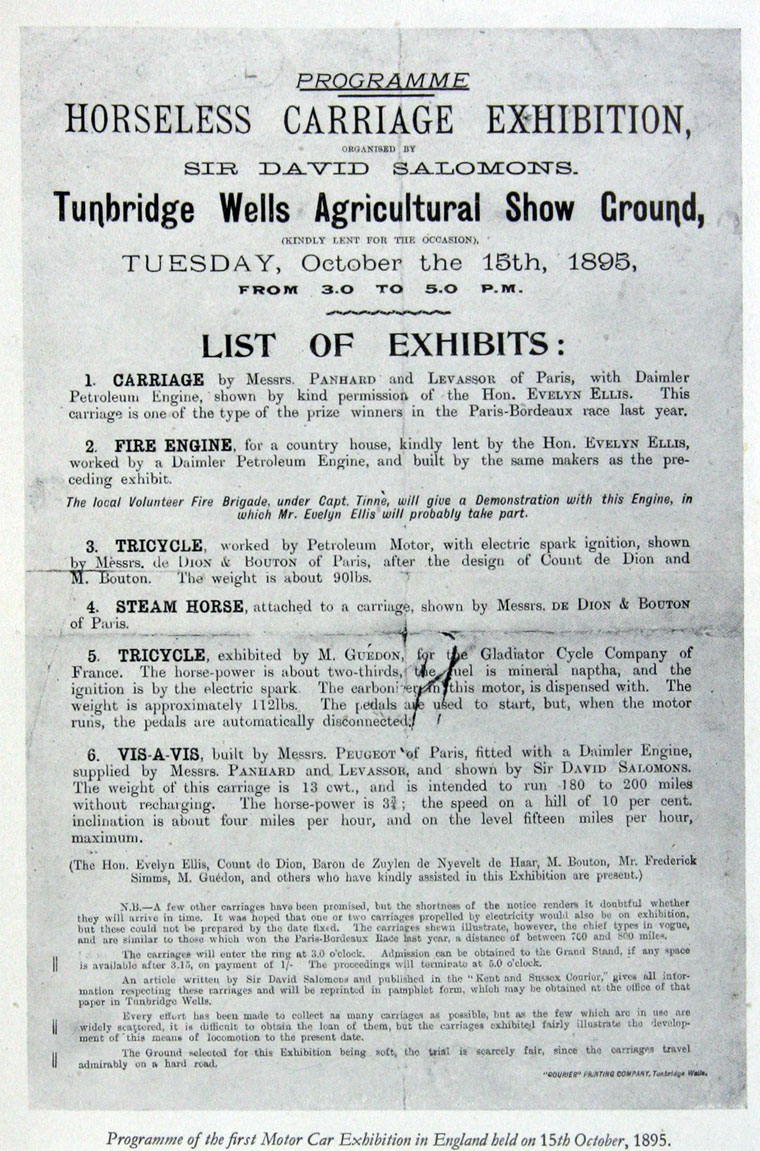
Programm der von Simms mit-organisierten Tunbridge Wells Horseless Carriage Exhibition am 15. Oktober 1895

### Daimler
1889 lernte der 26-jährige Frederick Simms als Deutscher mit englischem Pass auf der Technikausstellung in Bremen Gottlieb Daimler kennen und freundete sich mit ihm an. Ab 1891 importierte er Motoren von Daimler und gründete 1893, gemeinsam mit Harry Lawson (1852–1925), die Daimler Motor Syndicate Ltd., was als Beginn der britischen Automobilindustrie gilt.
1894 ermöglichte Simms Gottlieb Daimler die Rückkehr zur Daimler-Motoren-Gesellschaft, die der wegen finanzieller Probleme verlassen hatte. Den Erwerb einer Lizenz für Daimlers Erfindung für Großbritannien und die Kolonien, womit er die DMG vor dem Ruin rettete, knüpfte er an die Wiederaufnahme Daimlers in das Unternehmen. 1895 gingen diese Rechte an das Daimler Motor Syndicate, was mit einer "beträchtlichen" Provision für Simms verbunden war. Dieses wiederum verkaufte sie für GB£ 35.000 an Lawson, der sie mit Gewinn an die im Juni 1896 in Coventry gegründete Daimler Motor Company weiterverkaufte, in der Lawson den Vorsitz hatte und an der Gottlieb Daimler und Frederick W. Lanchester beteiligt waren. Simms organisierte mit Otto Mayer für Gottlieb Daimler den ersten Verkauf eines Lastkraftwagens mit Verbrennungsmotor, der am 1. Oktober 1896 als Nutzfahrzeug, als „Kutsche ohne Deichsel“, an das Daimler Motor Syndicate geliefert und für den Straßentransport nach London genutzt wurde.
Das Daimler Motor Syndicate ging im ebenfalls von Lawson kontrollierten British Motor Syndicate auf, der es als Vehikel zum Aufbau seines Fahrzeugimperiums nutzte und dabei dubiose Geschäftsmethoden anwendete; schließlich brach das Konstrukt nach einem riesigen Finanzskandal zusammen.
Ein Brief von Simms vom 8. Februar 1891 gilt als erster schriftlicher Beleg für das Wort "Motorcar". Angeblich hat Simms den Begriff "Petrol" für Benzin geprägt.

### Simms-Welbeck
Die Simms Manufacturing war ein britischer Automobilhersteller, der 1903–1907 in Willesden bei London ansässig war. Schon seit der Jahrhundertwende lieferte die Firma Fahrzeuge in Einzelanfertigung. Zu einer Serienproduktion kam es erst 1903. Die Fahrzeuge wurden unter den Namen Simms oder Simms-Welbeck angeboten. Hauptsächlich handelte es sich dabei um Vierzylindermodelle. Neben zwei Zweizylindern wurde auch ein Sechszylindermodell geliefert. Die Simms-Welbeck-Automobile wurden ab 1905 als erste Automobile mit Stoßstangen ausgerüstet. Die Wagen galten als zuverlässig, konnten sich aber auf dem Markt nicht halten. 1907 schloss die Firma ihre Tore für immer.

### London-Brighton Run und Motor Car Club
Im Februar 1896 gründeten Simms und Lawson den "Motor-Car-Club" als ersten Verein zur Förderung von Motorfahrzeugen und für politische Lobbyarbeit. Der erste Sekretär des Clubs war Charles Harrington Moore, die Geschäftsräume stellte Lawson zur Verfügung. Von Mai bis August 1896 fand eine von Moore organisierte Ausstellung für Motorfahrzeug im Imperial Institute in London statt. Sie war eine der ersten ihrer Art in Großbritannien und brachte den Prince of Wales, den späteren König Eduard VII. in Kontakt mit dem Automobil. Der Verein hatte weitere, einflussreiche Mitglieder und Unterstützer. Nicht zuletzt dank der Lobbytätigkeit des Vereins hob das Parlament Ende 1896 den Red Flag Act von 1865 auf. Er hatte vorgeschrieben, dass ein Fahrzeug ohne Pferde (gemeint waren ursprünglich Dampfwagen und Lokomobile) höchstens mit einer Geschwindigkeit von 4 mph (ca. 6,5 km/h) auf Landstraßen und 2 mph (ca. 3 km/h) in Ortschaften fahren durfte. Es schrieb ferner vor, dass das Fahrzeug mit zwei Personen besetzt sein musste und dass ein Fußgänger mit einer roten Flagge voranzugehen hatte.

Dieses Mors 10 h.p. Tonneau gehört dem RAC und nimmt regelmäßig am London to Brighton Veteran Car Run teil.

Dieses Gesetz galt als eines der Haupthindernisse für die britische Autoindustrie und wurde von Simms und Lawson vehement bekämpft. In der Folge organisierten Lawson, Simms und Moores Nachfolger als Sekretär, C. Herbert Goodwin, eine Wettfahrt von London nach Brighton, die als Emancipation Run bekannt wurde. Auch Lawson und Simms gehörten zu den 33 Teilnehmern (von denen nur 13 rechtzeitig in Brighton eintrafen); letzterer begleitete Gottlieb Daimler mit dessen neuen Riemenwagen. Lawson hatte kurz zuvor den Panhard gekauft, mit dem Émile Levassor das Rennen Paris–Bordeaux–Paris 1895 über 1175 km gewonnen hatte. Daimler wurde hier die Überlegenheit der französischen Konstruktion (mit Daimler-Lizenzmotor) vor Augen geführt; darin kann eine Ursache der späteren Entfremdung zwischen Daimler und Wilhelm Maybach gesehen werden. Die Wettfahrt wird seit 1927 als London to Brighton Veteran Car Run jährlich am ersten November-Wochenende durchgeführt und gilt als ältester Anlass für Veteranenfahrzeuge der Welt.
Von Dezember 1896 bis 1899 war Charles Jarrott Sekretär des Clubs.

### Royal Automobile Club

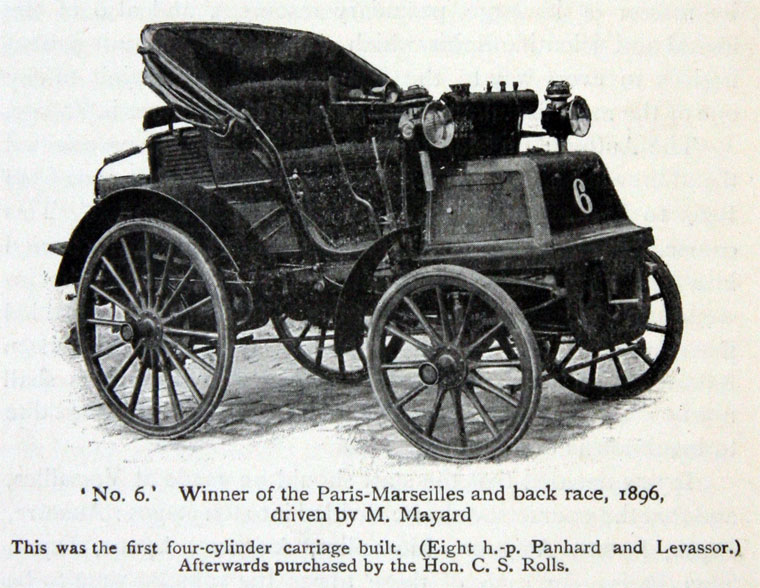
Das RAC-Mitglied Sir Charles Rolls besaß diesen Panhard, mit dem Émile Mayade zuvor das Rennen Paris-Marseilles-Paris gewonnen hatte (1896).

Simms war 1897 einer der Initiatoren des „Automobile Club of Great Britain & Ireland“ (A.C.S.G.B. & I.), der 1907 mit Erlaubnis König Edward VII. in "Royal Automobile Club" umbenannt wurde.

## SMMT und Automobilausstellungen
Simms regte 1901 die Gründung eines Branchenverbands der britischen Fahrzeug- und Motorenindustrie an und war 1902 an deren Gründung als Society of Motor Manufacturers & Traders (SMMT) beteiligt. Diese Organisation besteht bis heute als Interessenvertretung der britischen Fahrzeug-- und Motorenindustrie. Analog dem deutschen Verband der Automobilindustrie (VDA) ist die SMMT die nationale Vertretung in der Association des Constructeurs Européens d'Automobiles (ACEA).
Die weiteren Erstunterzeichner waren Henry George Burford (1867–1943) von British Daimler und Humber, James Sydney Critchley (1866–1944) von der British Electric Traction Company, Selwyn Edge (kontrollierte Teile der Automonilwirtschaft; vertrat Napier und war Panhard-Importeur), Richard Farman (ein Flieger; seine Brüder Henri und Maurice Farman waren Rennfahrer und bauten später Farman-Flugzeuge und -Automobile), Charles Jarrott (Importeur von De Dion-Bouton und De Dietrich) und Sir William Malmsbury Letts (Geschäftsführer von Locomobile of Great Britain und Jarrots Geschäftspartner; später kontrollierte er Crossley und den Flugzeughersteller Avro).
Die SMMT organisierte ihre erste Ausstellung 1903 im Crystal Palace; diese ist die Vorläuferin der British International Motor Show.

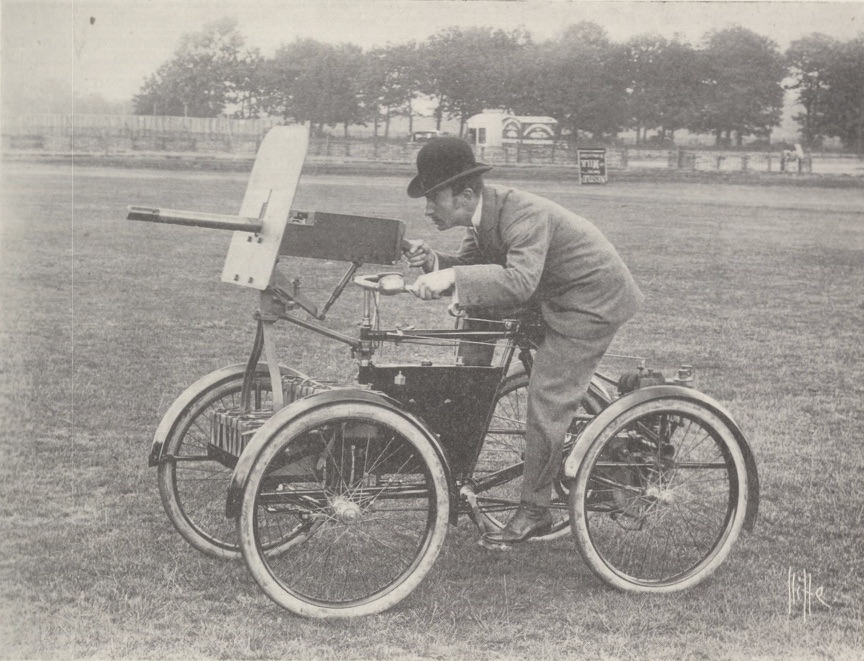
Simms auf seinem Motor Scout, Juni 1899

Simms auf seinem Motor War Car, 1902

Die Simms-Welbeck-Automobile wurden ab 1905 als erste Automobile überhaupt mit Stoßstangen ausgerüstet.

Simms-Welbeck Landauer, 25 PS, Baujahr 1907

### Simms’ Motor War Car
Simms war überzeugt, dass dem Automobil auch in der Kriegsführung die Zukunft gehört, und entwickelte 1899 ein leicht gepanzertes Vierrad mit Schnellfeuerwaffe und einen vollgepanzerten Wagen, die aber beim Militär auf kein Interesse trafen. Simms’ Motor War Car war das erste gepanzerte Automobil, das je gebaut wurde. Es wurde 1899 von Simms entworfen und bei der Firma Vickers, Sons & Maxim bestellt. Aufgrund verschiedener Pannen bei Vickers wurde es erst Anfang 1902, nach Ende des Burenkrieges, fertig.

### Simms-Bosch
Um die Jahrhundertwende hatte Robert Bosch einen Marktschlager gefunden: die Magnetzündung für Kraftfahrzeuge. Simms griff dem Stuttgarter Fabrikanten finanziell unter die Arme. Für die frühe Unternehmensgeschichte von Bosch war die erste Auslandsvertretung von 1898 in London von großer Bedeutung. Simms trug wesentlich dazu bei, dass die Bosch-Magnetzündung sich im Ausland durchsetzte. Auf Grund persönlicher Differenzen scheiterte 1906 die Partnerschaft. Bosch empfand Simms´ Geschäftsgebaren als unlauter. Er war froh, Simms schließlich auszahlen zu können.

### Simms Motor Units
Simms gründete 1913 die Simms Motor Units. Im Ersten Weltkrieg wurde das Unternehmen der Hauptlieferant von Magnetzündungen für die britische Armee. Im Zweiten Weltkrieg setzte sich das fort. Das Unternehmen wurde der Hauptlieferant von Magnetzündern für Flugzeuge und Panzer. Auch Lichtmaschinen, Anlasser, Beleuchtung, Pumpen, Düsen, Zündkerzen und Spulen gehörten zum Liefersortiment.

## Simms und die Alpen
1893 erkundigte Simms sich bei Hofe in Wien nach einem wildromantischen und schönen Jagdrevier. Aufgrund einer persönlichen Empfehlung von Kaiser Franz Josef kam Simms im Alter von 30 Jahren zum ersten Mal nach Holzgau im oberen Lechtal. Dort unternahm er Bergtouren und erkannte, dass unterwegs eine Schutzhütte erforderlich wäre. Daraufhin hat er der Sektion Holzgau des Deutschen und Österreichischen Alpenvereins (DuOeAV) angeboten, den Bau zu finanzieren. Im Jahre 1907 entstand die Hütte auf lawinensicherem Platz. Von Simms wurde die Jagdleidenschaft in Robert Bosch, seinem engen Geschäftspartner, geweckt. 1925 übernahm deshalb die Sektion Stuttgart des DuOeAV die Hütte pachtweise. Die Verschmelzung der beiden Sektionen erfolgte 1938. Später ging sie ganz in den Besitz des Deutschen Alpenvereins (DAV) über. 1956 neu erbaut trägt sie den Namen "Frederick-Simms-Hütte", wovon ein Porträt des Stifters zeugt.
Der Simms-Wasserfall wurde um die Jahrhundertwende von Frederick Simms künstlich angelegt. Durch Sprengungen wurde dem Höhenbach sein ursprünglicher Verlauf wieder ermöglicht. Jahrtausendelang floss er schon über diese Felsenkuppe und donnerte wie heute in tiefem Fall zu Tal.